# Caenocara bovistae
Caenocara bovistae is een keversoort uit de familie klopkevers (Anobiidae). De wetenschappelijke naam van de soort is voor het eerst geldig gepubliceerd in 1803 door Hoffmann.